# 萨摩亚国徽
萨摩亚國徽是一面盾徽。上方為一株椰子樹，四周是海洋。下方藍地，繪有南十字座。外部的地球和橄欖來自聯合國徽號的圖案，因為薩摩亞在1962年獨立之前是聯合國托管地。盾上方的拉丁十字象徵基督宗教是當地人民的主要信仰。下方的綬帶以薩摩亞語書「上帝創造薩摩亞」。